# Cheque

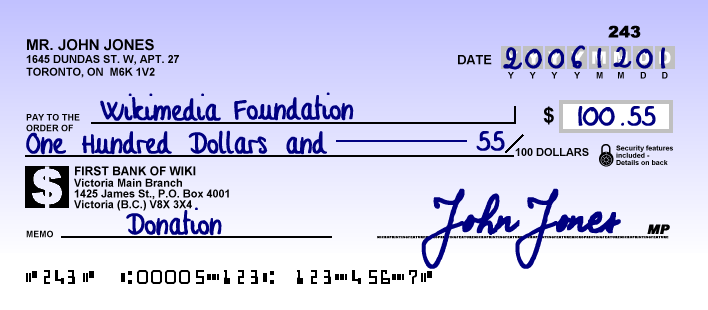
Modelo de Cheque

O cheque é um título de crédito, e, consiste em uma ordem de pagamento à vista emitida em favor de terceiro, em razão de fundos que o emitente (quem emite a ordem de pagamento) possui em determinada instituição financeira que é responsável por gerenciar esse tipo de transação ao emitir os talonários de cheques.
O cheque é um título de modelo vinculado, em virtude de ser um documento emitido por uma Instituição Financeira, em talonário específico, possuindo numeração própria e seguindo os moldes do padrão fixado pelo Banco Central.
André Santa Cruz entende que é uma ordem de pagamento à vista emitida contra um banco, e não contra aos fundos do emitente, em razão de fundos que a pessoa tem naquela instituição financeira, uma vez que o título é emitido pelo banco (instituição financeira), uma vez que está é a tipificação normativa estampada no artigo 3° da Lei 7 357 de 1985.
As leis que regulam as questões relacionadas ao cheque são a Lei 7 357 de 1985, que disciplina as especificidades sobre este título e a Lei Uniforme do Cheque, o Decreto 57.595 de 1966, que buscou uniformizar e regular conflitos em leis em matéria de cheque junto a outros países.

## Emissão e Formalidades

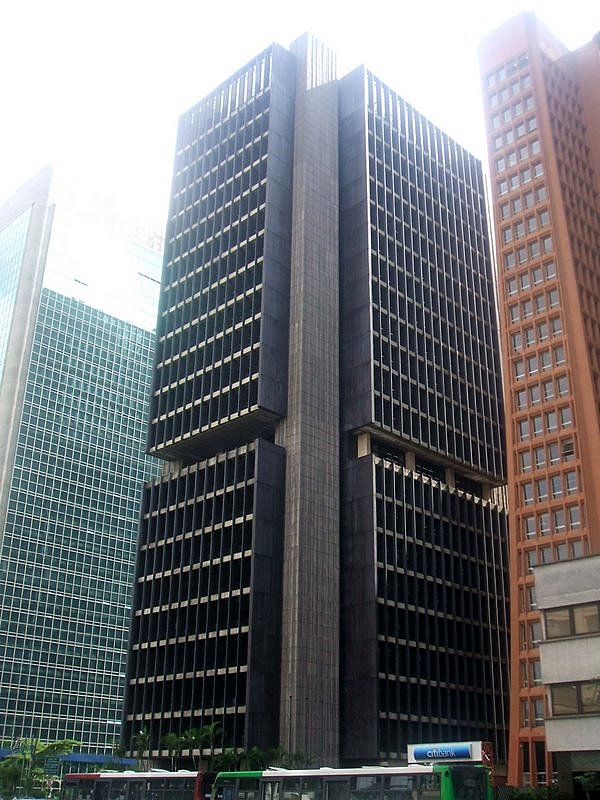
Banco Central do Brasil

Além da forma vinculada do cheque, padronizada pelo Banco Central do Brasil, o preenchimento do título deve obedecer a requisitos essenciais dispostos pela Lei 7 357 de 1985, sendo tais requisitos dispostos no artigo 1° da mencionada norma.
1. Deve haver a denominação “Cheque” inscrita no título, e, deve ser expressa no vernáculo da origem do título;
2. A ordem incondicional de pagar a quantia estabelecida;
3. O nome do banco ou da instituição financeira que deve pagar (sacado)
4. A indicação do lugar de pagamento;
5. A data e o lugar da emissão;
6. A assinatura do emitente (sacador), ou de mandatário com poderes especiais. (conferida no ato do pagamento).

Vale ressaltar que a assinatura do emitente ou mandatário do Item VI, pode ser constituída, na forma de legislação específica, por meio mecânico ou equivalente (art. 1°, Parágrafo Único da Lei 7 357 de 1985).
O item II, define que deve ser menciona a quantia a ser paga, havendo para tanto, indicação normativa específica sobre como deve ser feita, o Artigo 12 da Lei 7 357 de 1985 dispõe que a ordem de pagamento constante no título deve ser feito por algarismo e por extenso, e, em caso de divergência prevalece a quantia descrita por extenso. Em havendo mais de uma descrição de quantia, prevalecer-se-á a de menor valor.
Por serem requisitos essenciais, o cheque que não os contiver, não valerão como título de crédito, salvo em situações específicas, disposta no artigo 2° da Lei 7 357 de 1985.
1. Na falta de indicação especial do local de pagamento, é considerado o lugar designado junto ao nome do sacado;
2. Se houver vários lugares designados, paga-se no primeiro deles;
3. Inexistindo indicação, o cheque é pagável no local de sua emissão (praça).

É estampado pela norma (artigo 32 da Lei 7 357 de 1985), que o Cheque é pagável à vista, considerando-se não existente qualquer menção em contrário, no entanto, por ocorrência do costume da utilização do cheque “pós-datado”, há reconhecimento jurisprudência da validade destes títulos.

## História Universal do Cheque
Na Idade Média, era comum que os senhores depositassem seu ouro em um único lugar que tinha instalações de segurança apropriadas: a oficina do ourives. Com o tempo, estes artesãos começaram a emitir papéis que representavam partidas de ouro que guardavam, obrigando-se a trocá-los pelo valor em metal precioso que cada um deles representava. Em fins da Idade Média, muitos ourives, mais tarde agentes financeiros e os primeiros bancos que foram surgindo, começaram a emitir os primeiros bilhetes de banco.
No século XIV, com o surgimento da classe burguesa (burguesia) e o auge do comércio que mobilizou na Europa bens e valores em uma escala nunca antes imaginada, estes documentos com valores fixos muitas vezes eram insuficientes para as necessidades do capitalismo nascente, o que motivou outros novos documentos que podiam ser escritos pelo depositante com o valor desejado, sempre que estivesse coberto pelos seus depósitos.
Eram letras de câmbio à vista, aceitas inicialmente pelo banco dos Médici de Florença e logo por outros estabelecimentos e que podem ser consideradas como os primeiros cheques, ainda que não tivessem esse nome.
Este costume estendeu-se às Ilhas Britânicas com a criação, em 1605, do Banco da Inglaterra, que assumiu a função de guardar o ouro do reino e emitir papéis que o representassem, com seu valor equivalente expresso em libras esterlinas. Surgiram assim os primeiros bilhetes de banco emitidos por um Estado.
Com a criação do Banco da Inglaterra, as letras de câmbio adquiriram novo auge e tanto esse como outros bancos começaram a dar a seus clientes blocos em branco dessas letras, que os depositantes preenchiam de acordo com o montante de retirada que quisessem fazer. Como os cheques de hoje em dia, cada folha desses livretos tinha um talão, no qual se anotavam os dados da retirada .
A notícia que se tem é que o cheque mais antigo é datado de 1670 e encontra‐se no Museu de Londres. Quanto à origem da terminologia cheque, há quem a reconheça no inglês to check (verificar, conferir) ou no francês echequier (tabuleiro de xadrez), com referência às mesas usadas pelos primeiros banqueiros, ainda na Idade Média. As práticas medievais que originaram o cheque não são revolucionárias, são mera evolução de práticas comerciais anteriores, a exemplo da argentaria (argentaria), havida em Roma.
O cheque guarda uma origem comum à letra de câmbio. Em termos gerais, a evolução para o cheque se deu ao utilizar a prévia vinculação do sacado, através de depósito, e de igual forma pelo desuso ao percurso entre o local do saque e o local do pagamento. Importante questão foi a da segurança oferecida pelas casas bancárias que levou à prática do depósito dos valores nestes estabelecimentos, bem como às ordens escritas de pagamento, a exemplo das stanze dei publici pagamenti (depois, stanze di compensazione), na Itália, os contadi di banco (Veneza, 1492), as cedole cartulario do Banco de Santo Ambrósio (Milão) e as polizze ou fedi di credi do Banco de Nápoles. Entre os franceses, existiram os mandats blancs [mandatos brancos] e os mandats rouges [mandatos vermelhos], emitidos pelo Banco da França.
Então, pela primeira vez, usou-se o nome cheque (sob a forma do galicismo chequer), na Inglaterra, em meados do século XVIII (entre 1759 a 1772), surgindo ao instrumento forma mais próxima da atual, marcando definitivamente a diferença entre o bilhete bancário e o que atualmente se entende por cheque. Registra-se as primeiras legislações que trataram, em específico, sobre o cheque, dando-lhe tratamento legislativo próprio, direto e não colateral, como a francesa (14 de junho de 1865), a belga (30 de junho de 1873) e a inglesa (18 de agosto de 1882). Sequencialmente, temos o Código italiano (1882), o Código Federal Suíço das Obrigações (1883), o Código mexicano (1884), o Código espanhol (1885), o Código romeno (1887) e o Código português (1888).
Já no Brasil, o tema foi tratado pela Lei nº 1 063/1860, que continha providências sobre os bancos de emissão, meio circulante, diversas companhias e sociedades, e que além disso continha disposição que envolvia a prática do cheque, mas não tratava o tema de forma específica. Destaca-se que, em 1931, o Brasil aderiu à Conferência de Genebra, da qual se originou uma Lei Uniforme para os Cheques. A norma ficou décadas sem que fosse promulgada, o que só ocorreu em janeiro de 1966, com o Decreto Executivo nº 57 595. Seguiu-se-lhe a Lei nº 7 357 de 1985, que respeita a Lei Uniforme. Por fim, a edição do Código Civil (Lei nº 10.406, de 10 de janeiro de 2002) não apresentou alterações, mantendo as mesmas disposições.

## Características do Cheque
Inicialmente, é importante destacar que o cheque, diferentemente dos demais títulos de crédito, possuía a particularidade de receber apenas um único endosso, conforme o disposto na Lei 9 311 de 1996, que instituiu a Contribuição Provisória sobre Movimentação ou Transmissão de Valores e de Créditos e Direitos de Natureza Financeira – CPMF.
Enquanto os demais títulos sempre admitiram mais de um endosso, o objetivo da legislação em atribuir somente um endosso ao cheque foi com o intuito de evitar a circulação do referido título sem o recolhimento da devida contribuição.
Todavia, após a extinção do tributo referente à circulação do cheque, tal vedação de somente um único endosso deixou de existir, passando a possuir o título de crédito cheque as mesmas características dos demais títulos, no que se refere ao limite de número de endossos que nele podem ser realizados.
Assim, após a extinção da proibição de um único endosso, a instituição financeira, hoje, tem a obrigação legal de verificar a regularidade da cadeia de endossos, mas não a autenticidade das assinaturas dos endossantes. No caso, percebe-se que o banco não tem o dever legal de verificar a autenticidade das assinaturas, pois, isso seria inviável, sendo somente obrigado a verificar a assinatura do emitente do título, através do cartão de autógrafo do correntista.
O cheque também possui a particularidade de quando possuírem valores não superiores à quantia de R$ 100,00 (cem reais), poderem ser emitidos ao portador. É importante ressaltar que a legislação, via de regra, não admite tal situação, sendo a única exceção a emissão do cheque, ao portador, no valor não superior a quantia de R$ 100,00 (cem reais).
O título de crédito cheque possui como característica especial, a sua autonomia relativa. Isso porque, ao tratar da subordinação do cheque em referencia ao principio da autonomia, o Superior Tribunal de Justiça – STJ firmou entendimento de que tal submissão não deve ser entendida de maneira absoluta, admitindo-se em determinadas situações, a discussão da causa debendi, pelo devedor.
Possui como característica a cláusula à ordem, o que acaba por permitir a sua circulação via endosso. Não obstante, nada impede que o emitente do título, possa colocar expressamente a cláusula de não à ordem.
Nessa situação, o título não poderá circular através de endosso, todavia, poderá circular via cessão civil de crédito.
Por fim, cabe mencionar que o cheque, não é um título de crédito de aceitação compulsória nos estabelecimentos comerciais.

## Modalidades de Cheque
André Santa Cruz destaca quatro modalidades de Cheque adotadas pelo ordenamento nacional.
- Cheque cruzado previsto nos arts. 44 e 45 da Lei do Cheque,[2] muito utilizado na praxe comercial. O cruzamento consiste na aposição de dois traços transversais e paralelos no anverso do título, e tem por objetivo conferir segurança à liquidação de cheques ao portador. Isso porque ao ser feito o cruzamento o cheque só pode ser pago a um banco ou a um cliente do banco, mediante crédito em conta, o que evita, consequentemente, o seu desconto na boca do caixa. Ocorre que, conforme bem aponta Fábio Ulhoa Coelho, “a utilidade do cruzamento é reduzida, no direito brasileiro, em razão da obrigatoriedade da forma nominativa dos cheques superiores a R$ 100,00”.

- Cheque visado previsto no art. 7.º da Lei do Cheque,[2] aquele em que o banco confirma, mediante assinatura no verso do título, a existência de fundos suficientes para pagamento do valor mencionado. Segundo a lei, somente pode receber o visto do banco o cheque nominativo que ainda não tiver sido endossado. É preciso deixar claro que o visto que o banco coloca no cheque não se confunde com um aceite, não implica na assunção de nenhuma obrigação cambial por parte do banco, nem exonera o emitente e eventuais codevedores (endossante, por exemplo) de responsabilidade pelo seu pagamento.
- Cheque administrativo previsto no art. 9.º, inciso III, da Lei do Cheque,[2] que é aquele emitido por um banco contra ele mesmo, para ser liquidado em uma de suas agências. O banco, portanto, é ao mesmo tempo emitente e sacado. O cheque administrativo tem exercido uma importante função no mercado, a de conferir segurança a operações com valores altos: primeiro, porque dispensa o pagador de movimentar o alto valor em papel-moeda; segundo, porque o recebedor tem a certeza quase absoluta de que o título será honrado. Afinal, o cheque está sendo emitido por um banco, razão pela qual a chance de esse título não ser descontado por insuficiência de fundos é praticamente igual a zero.
- Cheque para ser creditado em conta (art. 46 da Lei do Cheque[2]), aquele que o sacado não pode pagar em dinheiro, por expressa proibição colocada no anverso do título pelo próprio emitente, consistente na colocação da expressão “para ser creditado em conta” (como manda a lei) ou da menção ao número da conta do beneficiário entre os traços do cruzamento (como é feito na prática). Nesse caso, o banco sacado deve proceder ao pagamento do cheque por meio de lançamento contábil (crédito em conta, transferência ou compensação).

### Modalidade Especial de Cheque

#### Cheque Pós-datado
O art. 32 da Lei do cheque e o art. 28 da Lei Uniforme (Decreto 57 595/66) vedam o cheque pós-datado, determinando que “o cheque apresentado para pagamento antes do dia indicado como data da emissão é pagável no dia da apresentação”, porém, a prática comercial e a agilidade na concessão de crédito por instrumento mais simples que a nota promissória fez desenvolver a oposição de data no cheque que transfere a sua apresentação para o prazo pactuado entre as partes.
Para identificá-lo, lance-se, normalmente no anverso, os dizeres “Bom para”, “Para o dia...”. Efetua-se uma promessa de pagamento futuro, que ainda assim não inibe a possibilidade de apresentação da cártula à vista.
Em termos penais, a emissão de título com esse pacto e a apresentação antes da data aprazada em tese não permitiria a caracterização do estelionato do art. 171, § 2º, VI, do CP, porque o título não foi emitido para pagamento, mas como título de dívida.

#### Jurisprudência sobre o tema
- STF – Súmula nº 600:[15] Cabe ação executiva contra o emitente e seus avalistas, ainda que não apresentado o cheque ao sacado no prazo legal, desde que não prescrita a ação cambiária.
- STJ – Súmula nº 370:[4] Caracteriza dano moral a apresentação antecipada de cheque pré-datado.
- STJ – Súmula nº 503:[16] O prazo para ajuizamento de ação monitória em face do emitente de cheque sem força executiva é quinquenal, a contar do dia seguinte à data de emissão estampada na cártula.
- STJ – Súmula nº 531:[17] Em ação monitória fundada em cheque prescrito ajuizada contra o emitente, é dispensável a menção ao negócio jurídico subjacente à emissão da cártula.
- STJ – 3ª T. – REsp nº 557.505 – 3ª T. – Rel. Min. Carlos Alberto Menezes Direito – DJU 21.06.2004: “A apresentação do cheque pré-datado antes do prazo avençado gera o dever de indenizar, presente, como no caso, a consequência da devolução do mesmo por ausência de provisão de fundos”.
- STJ – 3ª T. – Resp 195.748 – Rel. Min. Min. Sálvio de Figueiredo Teixeira – DJU 16.08.1999: “(...) FALÊNCIA – Cheque pré-datado. Executividade. Precedentes. Instrução de pedido de falência. Possibilidade. A circunstância de haver sido aposta no cheque data futura traz como única consequência prática, no âmbito do direito privado, a ampliação real do prazo de apresentação. A aposição de data futura, por si só, não desnatura o cheque como título hábil a instruir o pedido de falência”.
- STJ – 6ª T. – RHC nº 16.880 – Rel. Min. Hélio Quaglia Barbosa – DJU 24.10.2005: “(...) 1. Em que pese o pedido do recorrente se restringir a revogação da prisão preventiva por ausência dos requisitos que autorizam a segregação cautelar, percebe-se, conforme pacífica jurisprudência desta corte, que a emissão de cheque pré-datado descaracteriza a cártula de um título de pagamento à vista, transformando-a numa garantia de dívida. Atipicidade da conduta. 2. Recurso conhecido para conceder, de ofício a ordem, para trancar a ação penal”.
- TJPR – 4ª Câm. Crim. – Apr 0283648-0 – Rel. Des. Ronald Juarez Moro – j. 23/03/2006: “(...) I – ‘Estelionato. Emissão de cheque sem fundos. Delito não caracterizado. Título dado para documentar dívida anterior do acusado então como ordem de pagamento. Absolvição mantida. Inteligência do art. 171, § 2º, nº VI, do Código Penal. Sendo dado em pagamento de débito anterior, não funciona o cheque como elemento integrante do delito de estelionato’” (RT 510/351). II – ‘(...) Se os dados, objetivamente, indicam que o cheque não foi emitido para pagamento à vista, não há que se perquirir acerca do ilícito penal insculpido no art. 171, § 2º, inciso VI do C. Penal. Sem fraude a matéria deixa de ter interesse penal (Súmula nº 246-STF). (...)’ (HC nº 10.112-PI, quinta Turma – Rel. Min. Felix Fischer – Julgamento em 04.11.1999)”.

## Sustação de Cheque[18][19][20][21][22][23][24]
Diferente do cartão de crédito, o cheque acaba sendo um pouco mais complicado para controlar. Isso porque são várias folhas para controlar ao mesmo tempo, e por isso, é muito importante sempre tomar nota dos valores preenchidos, estabelecimentos onde foram utilizados, datas das utilizações, e também, datas previstas para compensação.
E muitas vezes, devido a utilização de muitas folhas ao mesmo tempo, alguma pode acabar sumindo. E nesse caso, o que pode ser feito é sustar o cheque, ou seja, cancelá-lo, para que não posso mais ser compensado e, caso alguém o que encontre e tente utilizá-lo, você poderá ficar tranquilo, pois, não será possível.
Outro motivo que pode causar a sustação de um cheque, é quando o consumidor fica insatisfeito com algum serviço ou não recebe um produto comprado, por exemplo. Diferente do cartão de crédito, para o qual você precisa de um código do estabelecimento para solicitar o cancelamento da operação no cartão, o cheque você pode solicitar que seja sustado direto na sua agência bancária, sendo muito mais simples.
Porém, vale lembrar que se não estiver de acordo, o estabelecimento pode encaminhar o cheque para protesto. Então, o melhor é entrar com uma ação contra o estabelecimento ou pessoa e solicitar o cancelamento do pagamento. Somente com o aval do juiz, nesse caso, você fica desobrigado de pagar.
A sustação pode ser realizada por telefone, diretamente na agência bancária emissora do cheque, pela internet banking ou terminais de autoatendimento do banco. Lembrando que somente o emissor do cheque pode efetuar essa operação.
O banco emissor do cheque não pode questionar ou negar a sustação, pois, esse é um direito do consumidor, mas nada impede que esse procedimento seja tarifado. Além disso, é importante estar ciente dos motivos pelos quais o cheque será sustado, pois, se a sustação for indevida, você pode acabar com um tremendo problema para resolver, caso o estabelecimento recorra, e, inclusive, você pode ter o nome incluído em uma lista de inadimplentes, como a do Cadastro de Emitentes de Cheques sem Fundos.
E, uma vez incluído nessa lista, dificilmente seus próximos cheques serão aceitos, pois, a maioria dos estabelecimentos possuem acesso a ela.
Cautela e consciência na hora de sustar
Deve-se ficar atento ao fato de que um cheque sustado não desobriga o consumidor de pagá-lo. Até porque, o cheque sustado não inviabiliza a cobrança judicial ou protesto. Em caso de furto, além de sustar os cheques, o correntista precisa registrar um boletim de ocorrência policial e dirigir-se ao Serviço de Distribuição de Títulos para Protestos, para que sejam tomadas as providências necessárias, caso haja algum eventual protesto desses cheques.
A lei de cheques, LEI 7 357 de 1985 prevê o caso de sustação de cheques.
Art. 36 Mesmo durante o prazo de apresentação, o emitente e o portador legitimado podem fazer sustar o pagamento, manifestando ao sacado, por escrito, oposição fundada em relevante razão de direito.
§ 1º A oposição do emitente e a revogação ou contra-ordem se excluem reciprocamente.
§ 2º Não cabe ao sacado julgar da relevância da razão invocada pelo oponente. (Lei 7 357 de 1985).
Corroborando o entendimento da lei de cheques podemos verificar a resolução 2 747/2000 que revogou o artigo 2º da resolução 2 537, enfatizando a necessidade de apresentação de documentos no caso de sustação de cheques, como veremos,
Art. 3. A sustação (oposição) e a contra-ordem (revogação) somente se aplicam aos cheques com as características formais previstas em lei, não sendo aplicáveis às folhas de cheques em branco roubadas, furtadas ou extraviadas, as quais devem ser objeto de cancelamento por parte da instituição financeira
Parágrafo 1. Para a efetivação de sustação e de contra-ordem de cheques, as instituições financeiras que operam na captação de depósitos a vista devem exigir, na forma da lei, solicitação escrita do interessado, com justificativa fundada em relevante razão de direito, não cabendo a instituição examinar o mérito ou a relevância da justificativa.
Parágrafo 2. Para a efetivação de cancelamento de cheques já entregues ao correntista, a instituição financeira deve receber solicitação desse último, com declaração do motivo.
Parágrafo 3. As solicitações de sustação, de contra-ordem e de cancelamento de cheques devem subordinar-se a identificação do interessado, consignada mediante assinatura em documento escrito, senha eletrônica ou dispositivo passível de ser utilizado como prova para fins legais.
Assim vimos que para a efetivação da sustação é necessário que a mesma venha a ser solicitada por escrito e mediante assinatura do emitente, e ainda “fundamentada em relevante razão de direito”, ou seja, não há que se falar em sustação de cheques por mera vontade do emitente ou por não ter saldo suficiente em conta para pagar o referido título.
Uma exceção à regra aparece no parágrafo 4º da referida resolução, onde o emitente pode, provisoriamente, através de telefone ou outro meio eletrônico, fazer a solicitação de sustação, mas fica obrigado a apresentar os documentos acima referidos, e para isto o prazo para apresentação da documentação seria de 2 (dois) dias, sob pena de a sustação se tornar inexistente.
Parágrafo 4. Admite-se que as solicitações de sustação, de contra-ordem e de cancelamento de cheques sejam realizadas em caráter provisório, por comunicação telefônica ou por meio eletrônico, hipótese em que seu acatamento será mantido pelo prazo máximo de dois dias úteis, após o que, caso não confirmadas nos termos dos Parágrafo 1. a 3., deverão ser consideradas inexistentes pela instituição financeira
Desta forma se a sustação do cheque não ocorreu conforme determina a resolução, a reapresentação do título terá seu curso normal, ou seja, em caso de insuficiência de fundos deverá ser devolvido pela alínea 11 e 12.
Parágrafo 5. Os cheques devolvidos por motivos de sustação, de contra-ordem e de cancelamento, uma vez reapresentados, devem ter curso normal, verificadas, conforme o caso, as seguintes condições:
I - levantamento da sustação ou da contra-ordem por parte do oponente ou do emitente;
II - não-confirmação da solicitação provisória de sustação ou de contra-ordem, nos termos do Parágrafo 4;
III - não-confirmação da solicitação provisória de cancelamento, nos termos do Parágrafo 4, desde que comprovada a autenticidade da assinatura do emitente.
Vimos acima que a resolução 2 747 de 2000 revoga o artigo 2º da resolução 2 537 de 26 de agosto de1998, sendo que este já previa a solicitação por escrito do motivo ensejador do ato, como veremos:
Art.2. A sustação (ou oposição) ao pagamento de cheques deve ser realizada mediante solicitação escrita do interessado à instituição financeira, com as razoes motivadoras do ato ou justificativa fundada em relevante razão de direito, na forma da lei.
Parágrafo único. Admite-se que as solicitações de sustação de cheques sejam realizadas, em caráter provisório, por telefone ou por meio eletrônico, hipótese em que seu acatamento será mantido pelo prazo máximo de 2 (dois) dias úteis, após o que, caso não confirmadas por escrito, a instituição financeira deverá considerá-las inexistentes. (Resolução 2537).
Situações Regulamentadas pelo Banco Central do Brasil.
Art.4. Para efeito do disposto no art. 25 do Regulamento anexo a Resolução n. 1.631, de 1989, com a redação dada pela Resolução n. 1 682, 1990, as instituições financeiras depositarias de recursos em contas de depósitos a vista devem prestar as seguintes informações, no caso de cheque devolvido pelos motivos 11 a 14, 21, 22 e 31, mediante solicitação formal do interessado e observadas as demais condições previstas neste artigo
I – nome completo e endereços residencial e comercial do emitente, conforme constarem da ficha-proposta;
II - o motivo alegado para a sustação ou revogação, no caso de cheque devolvido pelo motivo 21.
Encontramos na circular acima, uma informação de fundamental relevância para os comerciantes e empresários de Factoring que utilizam uma gama enorme de recebíveis na figura de cheques, que por muitas vezes voltam por insuficiência de fundos (12) ou sustados (21), ficando o portador sem informações sobre o devedor ou sobre o motivo da sustação, pois as informações cadastrais são negadas pela grande maioria das instituições financeiras, que alegam muitas vezes não serem obrigadas a tal ato, e outras que alegam não ter funcionários suficientes para atender a demanda, obrigando as empresas a amargarem mais este prejuízo por desconhecimento da lei. Assim conforme determina o artigo 4º da circular 2.989 de 2000, é dever da instituição financeira fornecer, mediante solicitação escrita, informações ao portador, para verificar o motivo da sustação ou facilitar a localização e efetiva cobrança do emitente do título.
Cumpre frisar que o cheque sustado pode ser objeto de execução, pois as características de ser um título líquido, certo e exigível não o desnatura, este é o entendimento do julgamento do Agravo de Instrumento do TJ-ES, Desembargador Relator Manoel Alves Rabelo, processo no. 024.019.001965, em 1/10/2001.

## Prescrição do Cheque[27]
O cheque, conforme art.784, I, do Código de Processo Civil de 2015 é considerado como título executivo extrajudicial, de modo, que caso não haja o seu pagamento pelo emitente, o portador da cártula de cheque poderá promover ação de execução contra ele e contra os codevedores.
De acordo com o art. 59 da Lei 7 357, de 2 de setembro de 1985 - Lei do Cheque, o prazo prescricional da execução é de 06 (seis) meses, contados a partir do 30 ou 60 dias (de acordo com a praça de emissão) da data de apresentação. Que fique claro que a prescrição ocorre a partir do término do prazo de apresentação e não da sua apresentação ao banco sacado.
Há um caso que foge a regra acima, é o caso do cheque pré-datado, que tendo sido apresentado ao banco de forma precipitada se procede de maneira diferente. O início do prazo prescricional começa a contar a partir da data em que o cheque foi efetivamente levado ao banco para desconto, dessa forma, somente a partir desse dia é que iniciará o prazo prescricional de 06 (seis) meses.
Nesse sentido, o Enunciado 40 da I Jornada de Direito Comercial do Conselho da Justiça Federal, dispõe: 
“O prazo prescricional de 6 (seis) meses para o exercício da pretensão à execução do cheque pelo respectivo portador é contado do encerramento do prazo de apresentação, tenha ou não sido apresentado ao sacado dentro do referido prazo. No caso de cheque pós-datado apresentado antes da data de emissão ao sacado ou da data pactuada com o emitente, o termo inicial é contado da data da primeira apresentação”

## Execução do Cheque[29]
No caso de inadimplemento do emitente, a lei prevê algumas maneiras para o credor cobrar a dívida, seja por meio da Ação de Execução, da Ação Monitória ou da Ação de Cobrança, conforme será demonstrado.
Inicialmente cumpre salientar que quem for demandado por obrigação resultante de cheque não pode opor ao portador exceções fundadas em relações pessoais com o emitente, ou com os portadores anteriores, salvo se o portador o adquiriu conscientemente em detrimento do devedor.
Pode o portador promover a execução do cheque, dispensado o protesto:
1. contra o emitente e seu avalista;
2. contra os endossantes e seus avalistas, se o cheque apresentado em tempo hábil e a recusa de pagamento é comprovada pelo protesto ou por declaração do sacado, escrita e datada sobre o cheque, com indicação do dia de apresentação, ou, ainda, por declaração escrita e datada por câmara de compensação.

O portador que não apresentar o cheque em tempo hábil, ou não comprovar a recusa de pagamento pela forma indicada neste artigo, perde o direito de execução contra o emitente, se este tinha fundos disponíveis durante o prazo de apresentação e os deixou de ter, em razão de fato que não lhe seja imputável. A hipótese mais comum é a da falência do sacado. Nesse caso, observa João Eunápio Borges (1972, p. 177-178):
a)se a falência ou qualquer ato impeditivo sobreveio antes de decorrido o prazo de apresentação, não perde o portador o direito contra o emitente;

b)se o emitente houver retirado a provisão antes da falência do sacado, embora esgotado o prazo de apresentação do cheque, conservará o portador o seu direito contra o emitente;

c)somente quando – já decorrido o prazo de apresentação – o pagamento do cheque se tornar impossível, sem que o emitente tenha suprimido a provisão ou de qualquer modo contribuído para essa impossibilidade, é que o portador terá perdido também o direito de agir contra o emitente.
O protesto de cheque realiza-se mediante prenotação em livro especial e deve ser tirado no prazo de 3 (três) dias úteis a contar do recebimento do título. Depois de registrado em livro próprio, será entregue ao portador legitimado ou àquele que houver efetuado o pagamento. Pago o cheque depois do protesto, pode este ser cancelado, a pedido de qualquer interessado, mediante arquivamento de cópia autenticada da quitação que contenha perfeita identificação do título.
Todos os obrigados respondem solidariamente para com o portador do cheque. O portador tem o direito de demandar todos os obrigados, individual ou coletivamente, sem estar sujeito a observar a ordem em que se obrigaram. O mesmo direito cabe ao obrigado que pagar o cheque. A ação contra um dos obrigados não impede sejam os outros demandados, mesmo que se tenham obrigado posteriormente àquele.
O portador pode exigir do demandado:
1. a importância do cheque não pago;
2. os juros legais desde o dia da apresentação;
3. as despesas que fez;
4. a compensação pela perda do valor aquisitivo da moeda, até o embolso das importâncias mencionadas nos itens antecedentes.

O obrigado contra o qual se promova execução, ou que a esta esteja sujeito, pode exigir, contra pagamento, a entrega do cheque, com o instrumento de protesto ou da declaração equivalente e a conta de juros e despesas quitada.
Prescreve em seis meses, contados da expiração do prazo de apresentação, a pretensão executória assegurada ao portador. A ação de regresso de um obrigado ao pagamento do cheque contra outro prescreve em seis meses, contados do dia em que o obrigado pagou o cheque ou do dia em que foi demandado.
A ação de enriquecimento contra o emitente ou outros obrigados, que se locupletaram injustamente com o não pagamento do cheque, prescreve em dois anos, contados do dia em que se consumar a prescrição prevista no art. 59 e seu parágrafo da Lei 7 357 de 1985.
Salvo prova de novação, a emissão ou a transferência do cheque não exclui a ação fundada na relação causal, feita a prova do não pagamento.

## Cobrança de Cheque Prescrito[27]
Quando o cheque já está prescrito, é óbvio, não poderá mais ser executado. Porém, a Lei do Cheque ainda prevê, em seu art. 61, a possibilidade de propositura da chamada ação de enriquecimento ilícito (também chamada de ação de locupletamento) contra o emitente ou demais coobrigados.
Essa ação específica prevista na legislação checária prescreve em dois anos, contados a partir do término do prazo prescricional. Observa-se que se trata de ação cambial, ou seja, nela o cheque conserva suas características intrínsecas de título de crédito, como a autonomia e a consequente inoponibilidade das exceções pessoais ao terceiro de boa-fé. Segue, todavia, o rito ordinário de uma ação de conhecimento, uma vez que com a prescrição o cheque perdeu, como dito, a sua executividade.
Ultrapassado o referido prazo de prescrição da ação de locupletamento, o cheque ainda pode ser cobrado, desde que comprovado o seu não pagamento, mediante ação de cobrança, na qual caberá ao portador, todavia, provar a relação causal que originou o título (art. 62 da Lei do Cheque). Veja-se, pois, que não se trata mais de uma ação cambial, ou seja, aqui o portador do cheque não se beneficia mais dos predicados decorrentes dos princípios que informam o regime jurídico cambial, como a autonomia da dívida checária em relação ao negócio que originou a sua emissão, da qual decorre, logicamente, a inoponibilidade das exceções pessoais ao terceiro de boa-fé. Nessa ação, portanto, o devedor do cheque poderá discutir a causa que o originou e opor quaisquer exceções contra o autor da demanda.
Ainda, registre-se que a jurisprudência do Superior Tribunal de Justiça já consolidou entendimento no sentido de que é plenamente cabível a propositura de ação monitória lastreada em cheque prescrito. Nesse sentido, aliás, é o que dispõe o Enunciado 299 da Súmula de jurisprudência dominante do STJ: “é admissível ação monitória fundada em cheque prescrito”.
O STJ ainda entende que na ação monitória de cheque prescrito o credor não precisa demonstrar a causa da emissão do título, cabendo ao devedor fazer prova da eventual inexistência da dívida. Vale ressaltar que a ação monitória de cheque prescrito não é propriamente uma ação cambial, de modo que nela, conforme já decidiu o STJ, é possível a oposição de exceção pessoal ao portador de cheque prescrito .
Quanto ao prazo para a propositura da ação monitória de cheque prescrito, o STJ tem entendido que é de cinco anos, nos termos do Enunciado 503 da sua Súmula de Jurisprudência: “o prazo para ajuizamento da ação monitória em face do emitente de cheque sem força executiva é quinquenal, a contar do dia seguinte à data de emissão estampada na cártula”.

## Peculiaridades do Cheque[11]
Ao visar o cheque, o banco garante que ele tem fundos e assegura o seu pagamento durante o prazo de apresentação. Com o visto, o banco se obriga a reservar a quantia constante do cheque durante o período de apresentação.
É preciso deixar claro que o visto que o banco coloca no cheque não se confunde com um aceite, não implica na assunção de nenhuma obrigação cambial por parte do banco, nem exonera o emitente e eventuais codevedores (endossante, por exemplo) de responsabilidade pelo seu pagamento.
Trata a lei ainda do chamado cheque para ser creditado em conta (art. 46 da Lei do Cheque), aquele que o sacado não pode pagar em dinheiro, por expressa proibição colocada no anverso do título pelo próprio emitente, consistente na colocação da expressão “para ser creditado em conta” (como manda a lei) ou da menção ao número da conta do beneficiário entre os traços do cruzamento (como é feito na prática). Nesse caso, o banco sacado deve proceder ao pagamento do cheque por meio de lançamento contábil (crédito em conta, transferência ou compensação).
A folha de cheque deverá conter: a própria palavra cheque, inscrita no contexto do título; a ordem incondicional de pagar quantia determinada; o nome do banco ou da instituição financeira que deve pagar; a indicação do lugar de emissão e de pagamento com a respectiva data; e a assinatura do emitente. A ausência desses requisitos descaracteriza o documento como cheque, salvo a falta de indicação do lugar de emissão ou de pagamento que podem ser supridos.
Segundo o artigo 41 da Lei do Cheque, o banco pode pedir explicações ou garantia para pagar cheque mutilado, rasgado, partido, ou que contenha borrões, emendas e dizeres que não pareçam formalmente normais. Na prática, os bancos costumam recusar o pagamento desses cheques.
O cheque deve ser preenchido com tinta de cor que não fique ilegível no processo de microfilmagem, devendo ser preferencialmente azul ou preta.